# جيمس إي. ريتش
جيمس إي. ريتش (بالإنجليزية: James E. Rich)‏ هو سياسي أمريكي، ولد في 22 ديسمبر 1869، وتوفي في 20 أكتوبر 1961. حزبياً، نشط في الحزب الديمقراطي.